# 河野重行
河野 重行（かわの しげゆき、1951年 - ）は、日本の生物学者。東京大学名誉教授。日本植物形態学会会長や、日本メンデル協会会長を務めた。

## 人物・経歴
埼玉県生まれ。1975年岡山大学理学部卒業。1977年岡山大学大学院理学研究科生物学専攻修士課程修了。1982年東京都立大学理学博士。基礎生物学研究所技官、基礎生物学研究所助手を経て、1988年東京大学理学部助手。1991年東京大学理学部助教授。1999年東京大学大学院新領域創成科学研究科教授。2002年日本植物形態学会会長。2016年日本植物形態学会会長。2017年東京大学名誉教授、日本メンデル協会会長。

## 著書
- 『ミトコンドリアの謎』講談社現代新書 1999年